# Ulrich de Maizière

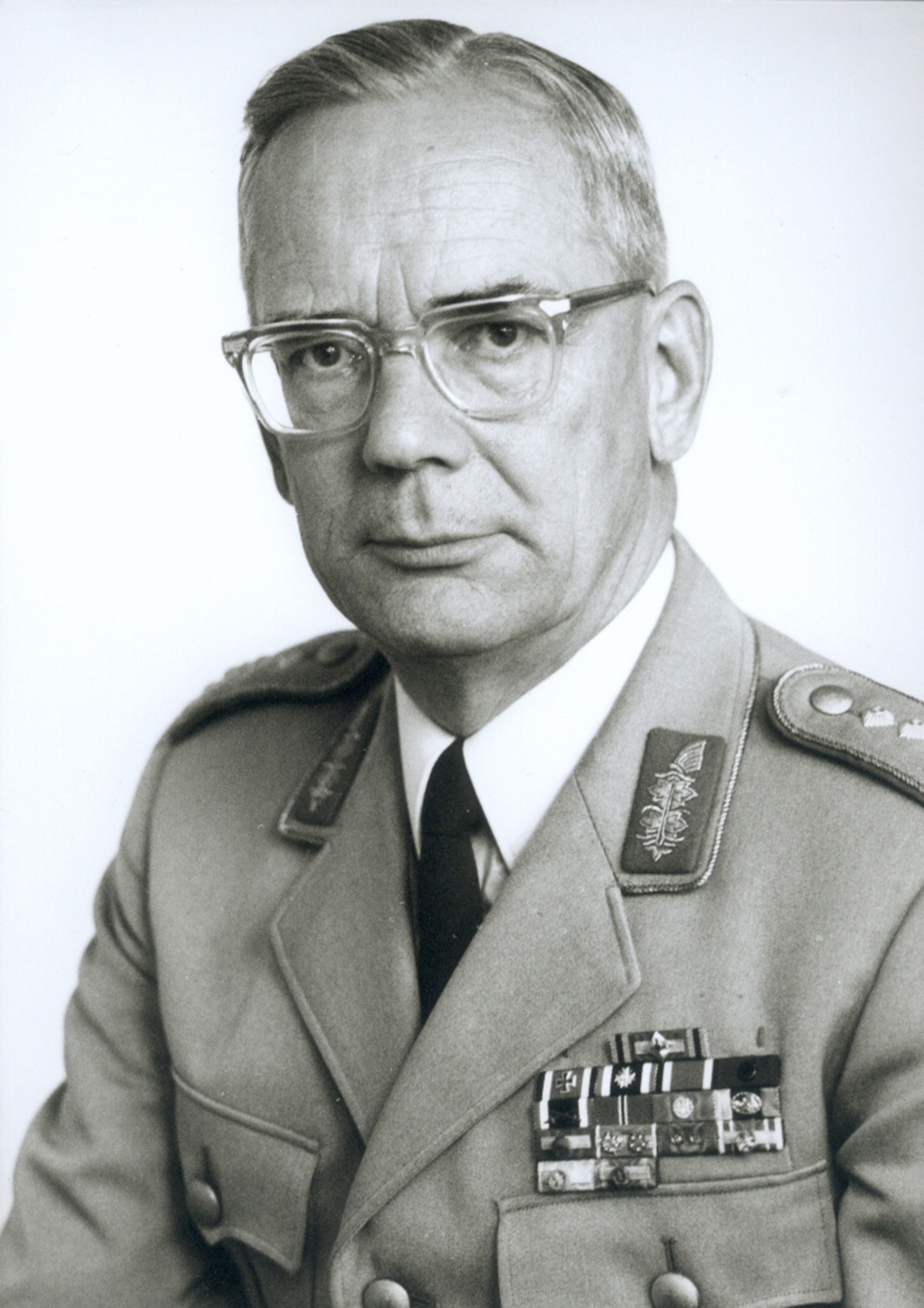
Ulrich de Maizière in Generalsuniform, kurz nach seiner Ernennung zum Generalinspekteur der Bundeswehr, September 1966.

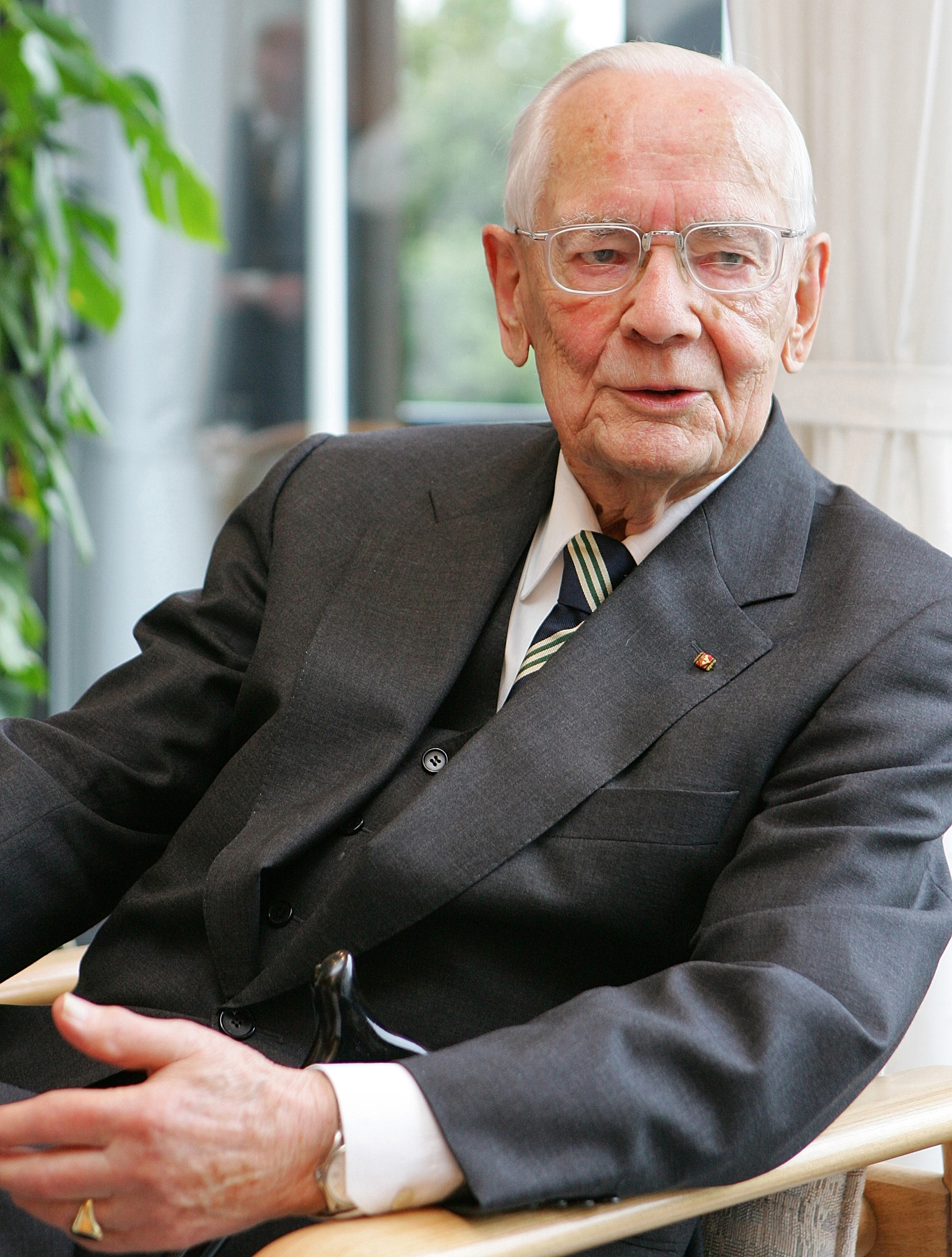
General a. D. Ulrich de Maizière (2005)

Karl Ernst Ulrich de Maizière [də mɛˈzjɛʀ] (* 24. Februar 1912 in Stade; † 26. August 2006 in Bonn) war ein deutscher Offizier. Er diente in der Reichswehr, der Wehrmacht und war zuletzt General des Heeres der Bundeswehr. Während des Zweiten Weltkrieges diente er in den letzten Kriegsmonaten ab Frühjahr 1945 als Erster Generalstabsoffizier in der Operationsabteilung des Generalstabs des Heeres im Oberkommando des Heeres. Ab 1951 war de Maizière am Wiederaufbau deutscher Streitkräfte in der Bundesrepublik Deutschland beteiligt, diente von 1964 bis 1966 als dritter Inspekteur des Heeres und anschließend von 1966 bis 1972 als vierter Generalinspekteur der Bundeswehr. De Maizière gilt zusammen mit Johann Adolf Graf von Kielmansegg und Wolf von Baudissin als einer der „Väter der Bundeswehr“ sowie des Prinzips der „Inneren Führung“, das den „Staatsbürger in Uniform“ zum Leitbild machte.

## Militärische Laufbahn

### Dienst in der Reichswehr und Wehrmacht und Zweiter Weltkrieg
Ulrich de Maizière entstammte der hugenottischen Familie Maizière und wuchs in Hannover als Sohn des promovierten Juristen, Verwaltungsbeamten und Reserveoffiziers Walter de Maizière (1876–1915) und Elsbeth, geb. Dückers, auf. Nach dem Abitur 1930 am hannoverschen Ratsgymnasium trat er als Offizieranwärter in den Dienst des Greifswalder Ausbildungsbataillons des Infanterieregimentes 5 der Reichswehr in Stettin. Von 1931 bis 1933 besuchte er die Infanterieschule Dresden und schloss als Lehrgangsbester ab. Am 1. August 1933 wurde er zum Leutnant ernannt. 1934/35 war er Zugführer und Nachrichtenoffizier im Infanterieregiment 5 in Neuruppin. Von 1935 bis 1937 war er Bataillonsadjutant im Infanterieregiment 50 Landsberg an der Warthe. 1937 wurde er Regimentsadjutant. 1939 nahm er als Hauptmann am Überfall auf Polen teil und wurde mit dem Eisernen Kreuz II. Klasse ausgezeichnet. Nach der Absolvierung einer verkürzten Generalstabsausbildung im Jahre 1940 an der Kriegsakademie in Dresden und der Versetzung in die Führerreserve erfolgte ab August 1940 die Verwendung bei der Heeresgruppe C. Hier war de Maizière als Erster Ordonnanzoffizier (O 1) im Stab des Generalfeldmarschalls Wilhelm Ritter von Leeb.
Beförderungen
- 1. August 1933 Leutnant
- 1. Oktober 1935 Oberleutnant
- 1. April 1939 Hauptmann
- 1. April 1942 Major i. G.
- 1. Juni 1943 Oberstleutnant i. G.

Im Januar 1941 wurde er als Zweiter Generalstabsoffizier (Ib), zuständig für die Versorgung, in den Stab der 18. Infanterie-Division unter Generalleutnant Friedrich-Carl Cranz versetzt. Im Rahmen des Deutsch-Sowjetischen Krieges im Sommer 1941 stieß die Division Richtung Leningrad vor und wurde anschließend in den Wolchowsümpfen in einen Stellungskrieg gezwungen.
Im Januar 1942 wurde de Maizière von der Ostfront abgezogen und in den Generalstab des Heeres im Oberkommando des Heeres (OKH) versetzt. In der dortigen Organisationsabteilung war er als Major unter der Leitung von Oberstleutnant Burkhart Müller-Hillebrand für die Gliederung, Aufstellung und Auffrischung der Feldheerdivisionen zuständig. Während dieser Zeit lernte er den Chef der Operationsabteilung Generalmajor Adolf Heusinger und dessen Gehilfen Major Johann Adolf Graf von Kielmansegg kennen, denen er nach dem Krieg beim Wiederaufbau der deutschen Streitkräfte wieder begegnete. Nach einem Jahr übergab er seine Aufgaben im Februar 1943 an Major Ernst Ferber und wurde anschließend erneut an die Ostfront versetzt.
Im russischen Orel übernahm de Maizière, inzwischen zum Oberstleutnant befördert, den Posten des Ersten Generalstabsoffiziers (Ia) der neuaufgestellten 10. Panzergrenadier-Division unter Generalleutnant August Schmidt. Die Division nahm an der Kursker Großoffensive, genannt Unternehmen Zitadelle, teil. Die Division war nach dem Scheitern der Offensive annähernd 16 Monate lang Rückzugsgefechten unterworfen. In dieser Zeit wurde de Maizière durch einen Splitter einer Panzerabwehrgranate verwundet. Im Januar 1944 erhielt er das Eiserne Kreuz I. Klasse.
Anfang Februar 1945 wurde er wieder in den Generalstab des Heeres im OKH versetzt und diente dort als Erster Generalstabsoffizier in der Operationsabteilung. Nach kurzer Zeit übernahm er kommissarisch die Abteilung. In dieser Funktion nahm er im Frühjahr 1945 auch an den Lagevorträgen bei Adolf Hitler in der Berliner Reichskanzlei teil.

„Die klarsten und nüchternsten Lagevorträge in diesen entscheidenden Tagen hielt der Oberstleutnant i. G. de Maizière. Er fasste in der Regel nachts die letzten Ereignisse des Tages ohne jede Beschönigung knapp und deutlich zusammen. Die meisten Zuhörer waren beeindruckt, und auch Hitler fand an seiner präzisen Ausdrucksweise Gefallen. Gute Nachrichten konnte er nach Lage der Dinge von der Ostfront nicht mehr erwarten. Um so mehr schätzte er de Maizières sicheres und unpathetisches Auftreten.“

Bei der Kapitulation der Wehrmacht am 8. Mai 1945 hatte er in seiner Funktion als Operationschef den Befehl, in den Kurland-Kessel zu fliegen, um der dortigen, vor der sowjetischen Gefangennahme stehenden, Heeresgruppe Kurland Abschiedsgrüße zu überbringen und zu klären, ob der Kapitulationsbefehl den dortigen Oberbefehlshaber Generaloberst Carl Hilpert und seinen Stabschef Generalleutnant Friedrich Foertsch, den späteren Generalinspekteur der Bundeswehr, erreicht hatte. Zurück in Flensburg, wohin Teile des Oberkommandos der Wehrmacht nach der Einnahme Berlins durch die Rote Armee ausgewichen waren, erlebte de Maizière am 23. Mai 1945 die Verhaftung der Regierung von Großadmiral Karl Dönitz mit und ging selbst in britische Kriegsgefangenschaft.

### Kriegsgefangenschaft und ziviles Leben
Ulrich de Maizière war im Kriegsgefangenenlager Zedelgem, Camp 2226 interniert, dessen Lagerbibliothek mit einem Bestand von 750 Büchern er dort verwaltete.
Nach zwei Jahren kehrte de Maizière aus der Kriegsgefangenschaft zurück zu seiner Tochter Barbara und seiner Frau Eva, die er 1944 geheiratet hatte.
Im selben Jahr begann er durch Kontakte seiner Ehefrau zu der Schwester von Fritz Schmorl zum 1. September 1947 eine Ausbildung zum Buchhändler in der Buchhandlung Schmorl & von Seefeld in Hannover, wo er deren Musikalienabteilung aufbaute.
Diesen Beruf übte er jedoch nicht lange aus, da er schon bald von der politischen Führung der jungen Bundesrepublik zur Mitarbeit am Neuaufbau von Streitkräften herangezogen wurde.

### Beteiligung am Wiederaufbau der deutschen Streitkräfte
Beförderungen
- 21. Dezember 1955 Oberst
- 22. Dezember 1956 Brigadegeneral
- 30. Juli 1962 Generalmajor
- 1. Oktober 1964 Generalleutnant
- 25. August 1966 General

Am Heiligabend 1950 erreichte ihn ein Brief des Oberst a. D. Johann Adolf Graf von Kielmansegg, der ihn darum bat, im Amt Blank, dem Vorläufer des Bundesministeriums der Verteidigung, mitzuarbeiten. Diese Möglichkeit, im Rahmen der von Bundeskanzler Konrad Adenauer betriebenen deutschen Wiederbewaffnung, nahm de Maizière an. Von 1951 bis 1955 war er ziviler Mitarbeiter im Amt Blank. Am 15. Februar 1951 wurde er Militärberater der deutschen Delegation bei den Gesprächen zur europäischen Verteidigungsgemeinschaft (EVG) in Paris. Nachdem Theodor Blank selbst nach Paris gekommen war und gegen den französischen Widerstand eine Gleichberechtigung Deutschlands in einer möglichen Europa-Armee durchgesetzt hatte und die Konferenz so an Wichtigkeit gewonnen hatte, wurde de Maizière durch Generalleutnant a. D. Hans Speidel abgelöst und kehrte nach Bonn zurück. Nachdem die EVG-Verträge 1954 gescheitert waren, weil Frankreich sie nicht ratifizierte, trat die Bundesrepublik im Mai 1955 der NATO bei.
Zurück im Amt Blank wurde de Maizière 1951 in der „Militärischen Abteilung“ unter Generalleutnant a. D. Heusinger als Referent in Ressort „Militärische Verteidigung im Gesamtrahmen“. Zugleich war er damit ständiger Stellvertreter des Unterabteilungsleiters Kielmansegg. Seine Aufgaben in dieser Funktion waren vor allem die Bearbeitung von sämtlichen internationalen Verteidigungsfragen und die Kontaktpflege zu den in Bonn akkreditierten Militärmissionen.
Nach der Gründung der Bundeswehr im Mai 1955 wurde de Maizière am 12. November zusammen mit 101 weiteren Freiwilligen vereidigt und im Dienstgrad Oberst als Abteilungsleiter im nunmehrigen Bundesministerium für Verteidigung eingesetzt. In dieser Position war er mit Führungsfragen der Landesverteidigung im Führungsstab der Bundeswehr betraut. Zusammen mit Oberst Jürgen Bennecke, mit dem er 1940 die Generalstabsausbildung absolviert hatte, erarbeitete er eine Kompromisslösung für die „Territorialorganisation“, denn es war ein Mittelweg zwischen den mobilen NATO-Truppen und den meist stationären nationalen Verteidigungsbehörden nötig.

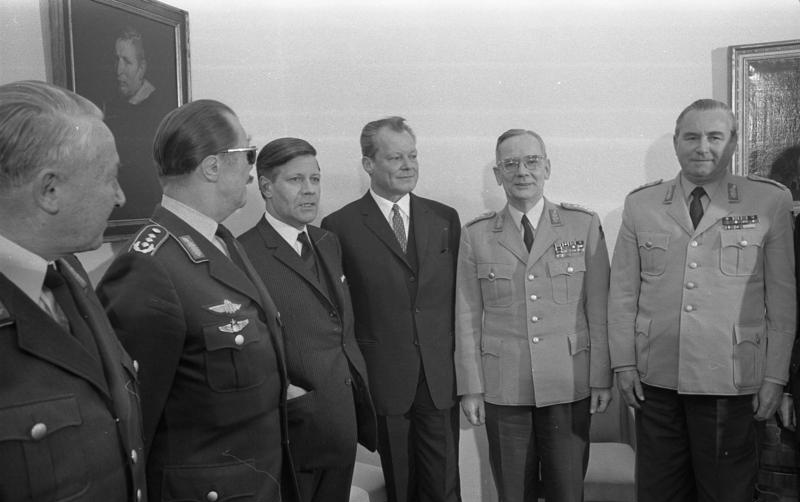
V.r.n.l: Inspekteur des Heeres Albert Schnez, Generalinspekteur de Maizière, Bundeskanzler Willy Brandt, Verteidigungsminister Helmut Schmidt, Inspekteur der Luftwaffe Johannes Steinhoff, Bonn 1969.

Am 1. Januar 1958 erhielt de Maizière, seit 22. Dezember 1956 Brigadegeneral, in der 1. Grenadierdivision mit der Kampfgruppe A1, später Panzerbrigade 2, in Hannover sein erstes Truppenkommando. Im Zuge dessen wurde das Brigadekonzept erprobt und danach für die gesamte Bundeswehr übernommen. Generalmajor Burkhart Müller-Hillebrand, der bereits im Oberkommando des Heeres de Maizières Vorgesetzter war, diente zu dieser Zeit als stellvertretender Divisionskommandeur. Zum 1. April 1959 übernahm er das Kommando der nunmehrigen 1. Panzergrenadierdivision und machte de Maizière zu seinem Stellvertreter.
Nach diesen zweieinhalb Jahren im Truppendienst wurde de Maizière 1960 Kommandeur der Schule für Innere Führung, die das Führungskonzept der Bundeswehr, das mit dem Leitbild des Staatsbürgers in Uniform verknüpft ist, vermitteln sollte. Am 1. April 1962 übernahm er den Posten des Kommandeurs der Führungsakademie der Bundeswehr in Hamburg und wurde in dieser Position am 1. August auch zum Generalmajor befördert. In dieser Position wurde der Lehrstoff, der bis dahin jeweils auf die verschiedenen Teilstreitkräfte Heer, Luftwaffe und Marine ausgerichtet war, zu einer übergreifenden Ausbildung umgestaltet.

### Inspekteur des Heeres
Nach zweieinhalb Jahren in Hamburg übergab de Maizière diesen Posten 1964 an Generalmajor Jürgen Bennecke und folgte nach der Beförderung zum Generalleutnant am 1. Oktober in Bonn Alfred Zerbel als Inspekteur des Heeres nach. Um dem zu dieser Zeit bestehenden Mangel an Unteroffizieren und Offizieren im Heer zu begegnen, erließ de Maizière verschiedene Maßnahmen, darunter die Erhöhung der Verpflichtungszeit auf 15 Jahre, eine qualifiziertere Ausbildung und die Möglichkeit für Unteroffiziere, in die Laufbahn der Truppenoffiziere aufzusteigen. Während seiner Amtszeit wurde im Heer, das inzwischen 300.000 Soldaten umfasste, im September 1965 der Kampfpanzer Leopard 1 eingeführt. Zudem erreichte er bei Verteidigungsminister Kai-Uwe von Hassel die Anschaffung von 135 Transporthubschraubern und erhöhte damit die Luftmobilität.

### Generalinspekteur der Bundeswehr
Am 25. August 1966 folgte de Maizière dem wegen der Starfighter-Affäre und des Streits zwischen der zivilen und militärischen Führung im Verteidigungsministerium zurückgetretenen General Heinz Trettner nach und wurde mit der Beförderung zum General der vierte Generalinspekteur der Bundeswehr. Große Teile des Offizierskorps sahen nach den Rücktritten Trettners und des Luftwaffeninspekteurs Werner Panitzki in der schnellen Amtsübernahme de Maizières ein allzu nachgiebiges Verhalten gegenüber den politisch-zivilen Verteidigungsbeamten.
Im Zuge der 1968er wurde de Maizières Amtszeit 1968 und danach von Demonstrationen, Studentenkrawallen und einem Anstieg der Kriegsdienstverweigerungen begleitet. Als im August 1968 der Prager Frühling von Truppen des Warschauer Paktes niedergeschlagen wurde, war auch die Bundeswehr in erhöhter Alarmbereitschaft, sodass Teile des II. Korps in Süddeutschland in ihre Verfügungsräume ausrückten. In dieser Zeit fanden zweimal täglich Lagevorträge mit Verteidigungsminister Gerhard Schröder statt. Zudem stimmte de Maizière seine Planungen mit dem ihm gut bekannten General Jürgen Bennecke ab, der seit April Oberbefehlshaber der Allied Forces Central Europe der NATO war.
Nachdem mit der Bundestagswahl 1969 erstmals die SPD den Bundeskanzler stellte, wurde Helmut Schmidt Bundesverteidigungsminister. Unter seiner Führung trieb de Maizière die notwendig gewordenen Reformen der Bundeswehr voran. Um dem Mangel an Offizieranwärtern im Heer zu begegnen, wurden im Sommer 1970 die Universitäten der Bundeswehr in Hamburg und München gegründet. Hier sollte der zukünftige Offiziernachwuchs ausgebildet werden, da das Heer für Berufsanfänger – im Gegensatz zur Marine und der Luftwaffe mit ihren stark technikorientierten Laufbahnen – immer unattraktiver geworden war. Außerdem wurde die Fachoffizierlaufbahn eingeführt, die auf de Maizières Vorgänger Trettner zurückging. So konnten Feldwebel bei besonderer Leistung in die Laufbahn der Offiziere des militärfachlichen Dienstes aufsteigen und den Dienstgrad eines Hauptmannes/Kapitänleutnants (seit 1993 Stabshauptmann/Stabskapitänleutnant) erreichen.
Unter Verteidigungsminister Schmidt sollte die als elitär geltende Generalstabsausbildung an der Führungsakademie der Bundeswehr im Zuge der Entspannungspolitik abgeschafft werden. Dies scheiterte jedoch am Widerstand de Maizières. Als Kompromiss wurden die Lehrpläne um verschiedene Aspekte der Sozialwissenschaften ergänzt. Es war jedoch auch Schmidt, der anlässlich einer Tagung an der Führungsakademie am 21. März 1970 den Blankeneser Erlass verabschiedete. Dieser regelte erstmals die Stellung und Befugnisse des Generalinspekteurs und definierte ihn als „Gesamtverantwortlichen für die Bundeswehrplanung im Verteidigungsministerium“. In de Maizières Amtszeit fallen zudem der Haarnetz-Erlass vom Februar 1971 und die Reduzierung des Grundwehrdienstes von 18 auf 15 Monate im September 1971.
Am 31. März 1972 trat de Maizière schließlich in den Ruhestand, übergab seinen Posten an Admiral Armin Zimmermann und setzte sich in Bonn-Bad Godesberg zur Ruhe.

### Nach der Pensionierung
Nach dem Ausscheiden aus dem aktiven Dienst war de Maizière von 1973 bis 1994 Vorsitzender der Kommission des Bundesverteidigungsministers für die „Entstehungsgeschichte der Bundeswehr“. Zwischen 1978 und 1979 saß er zusätzlich der Kommission des Verteidigungsministers Hans Apel für „Führungsfähigkeit und Entscheidungsverantwortung in der Bundeswehr“ vor. Außerdem war er von 1976 bis 1982 Präsident der Clausewitz-Gesellschaft, ab 1983 Ehrenpräsident.
Im Ruhestand verfasste er die Bücher Führen im Frieden und In der Pflicht. Seine Erinnerungen In der Pflicht – Lebensbericht eines deutschen Soldaten im 20. Jahrhundert gelten als bedeutendes Zeugnis der jüngeren deutschen Militärgeschichte und zeichnen die Ereignisse des 20. Jahrhunderts aus der Sicht einer der historisch wichtigsten Figuren der Bundeswehr nach.

## Familie
Ulrich de Maizières Vater Walter de Maizière (* 22. Oktober 1876 in Dortmund; † 24. Oktober 1915 in Palanca/Serbien) war zum Zeitpunkt von Ulrichs Geburt Regierungsrat und Dezernent bei der Stader Bezirksregierung. Walter de Maizière folgte im August 1912 seinem Freund Kurd Graf von Berg-Schönfeld zur preußischen Provinzregierung nach Hannover. Er fiel im Ersten Weltkrieg als Hauptmann der Reserve und Kompaniechef der 10. Kompanie des 4. Brandenburgischen Infanterieregiments Nr. 24.
Ulrich und Eva de Maizière hatten zwei Töchter und zwei Söhne. Der jüngere Sohn Thomas de Maizière (CDU) war von 2011 bis 2013 Bundesminister der Verteidigung und im Anschluss bis März 2018 Bundesinnenminister. Der ältere Sohn Andreas de Maizière war lange Zeit Vorstandsmitglied der Commerzbank.
Ulrichs älterer Bruder Clemens de Maizière (1906–1980) war in der DDR Rechtsanwalt, Synodaler der Berlin-Brandenburgischen Kirche, Mitglied der CDU der DDR und langjähriger Mitarbeiter des MfS. Er berichtete dem MfS insbesondere über seinen Bruder Ulrich de Maizière. Ulrich de Maiziere hatte noch zwei Schwestern, Irene und Suzanne.
Lothar de Maizière, der letzte Ministerpräsident der DDR, ist der Sohn von Clemens de Maizière und somit der Neffe von Ulrich de Maizière.

## Auszeichnungen und Ehrungen
- 1939: Eisernes Kreuz II. Klasse
- 1944: Eisernes Kreuz I. Klasse
- 1962: Komturkreuz der Ehrenlegion[8]
- 1964: Freiherr-vom-Stein-Preis der Alfred Toepfer Stiftung F. V. S.
- 1969: Großoffizierkreuz des Most Distinguished Order of Mahketa Malaysia – Pingat Peringatan Malaysia (PSM)
- 1969: Kommandeurskreuz der Legion of Merit
- 1969: Großoffizierskreuz der Ehrenlegion
- 1970: Großes Bundesverdienstkreuz mit Stern und Schulterband
- 1971: Ritter-Großkreuz des Ordens von Oranien-Nassau der Niederlande[9]
- 1971: Großoffizier des belgischen Leopoldordens
- 1983: Ehrenpräsident der Clausewitz-Gesellschaft
- 1986: Hermann Ehlers Preis der Hermann Ehlers Stiftung
- 2006: österreichisches Ehrenkreuz für Wissenschaft und Kunst I. Klasse

## Schriften
- Soldatische Führung – heute. Vorträge und Reden zur Aufgabe und Situation der Bundeswehr, R. v. Decker’s Verlag G. Schenck, Hamburg 1966; 2. erweiterte und 3. Auflage unter dem Titel Bekenntnis zum Soldaten. Militärische Führung in unserer Zeit, 1971, ISBN 3-7685-2271-7.
- Führen – im Frieden. 20 Jahre Dienst für Bundeswehr und Staat, Bernard & Graefe, München 1974, ISBN 3-7637-5134-3.
- Verteidigung in Europa-Mitte. Studie im Auftrag der Versammlung der Westeuropäischen Union, Lehmann, München 1975, ISBN 3-469-00554-0.
- In der Pflicht. Lebensbericht eines deutschen Soldaten im 20. Jahrhundert, Mittler, Herford Bonn 1989, ISBN 3-8132-0315-8 (Autobiographie); Digitalisat.